# 發電廠站 (阿爾巴特-波克羅夫卡線)
發電廠站（羅馬化：Elektrozavodskaya）是莫斯科地鐵阿爾巴特－波克羅夫卡線的一個車站。發電廠站是莫斯科地鐵最壯觀和最著名的車站之一。發電廠站開通於1944年5月15日，車站的設計者是Vladimir Shchuko ，Vladimir Gelfreich和Igor Rozhin。發電廠站的天花板使用了大量電燈作為裝飾，車站的浮雕則是以六位與電力和電氣工程有關的科學家為主題。